# پیتر لیپتون
پیتر لیپتون (انگلیسی: Peter Lipton؛ ۹ اکتبر ۱۹۵۴ – ۲۵ نوامبر ۲۰۰۷ (۵۳ سال)) فیلسوف، استاد دانشگاه، و نویسنده اهل ایالات متحده آمریکا بود. او رئیس گروه تاریخ و فلسفه علم در دانشگاه کمبریج، و یکی از اعضای کالج کینگ بود.